# Robinsonia variegata
Robinsonia variegata är en fjärilsart som beskrevs av Gottfried Christian Reich 1938. Robinsonia variegata ingår i släktet Robinsonia och familjen björnspinnare. Inga underarter finns listade.